# Родінаулі
Родінаулі (груз. როდინაული) — село в Грузії.
За даними перепису населення 2014 року в селі проживає 728 особи.